# Ford Eifel
La Ford Eifel est une voiture fabriquée par Ford Allemagne entre 1935 et 1940. Elle a d'abord complété, puis remplacé, la Ford Köln. Elle fut elle-même remplacée par la Ford Taunus.
Entre 1937 et 1939, elle a également été assemblée en Hongrie et au Danemark. L'Eifel est dérivée de la plate-forme de la Ford Model C Ten européenne de 1934 et elle est également liée à la Ford Prefect de 1938 et à la Ford Anglia de 1939 construites à Dagenham.
Le modèle a été nommé d'après la chaîne de montagnes de l'Eifel dans l'ouest de l'Allemagne.

## Carrosserie

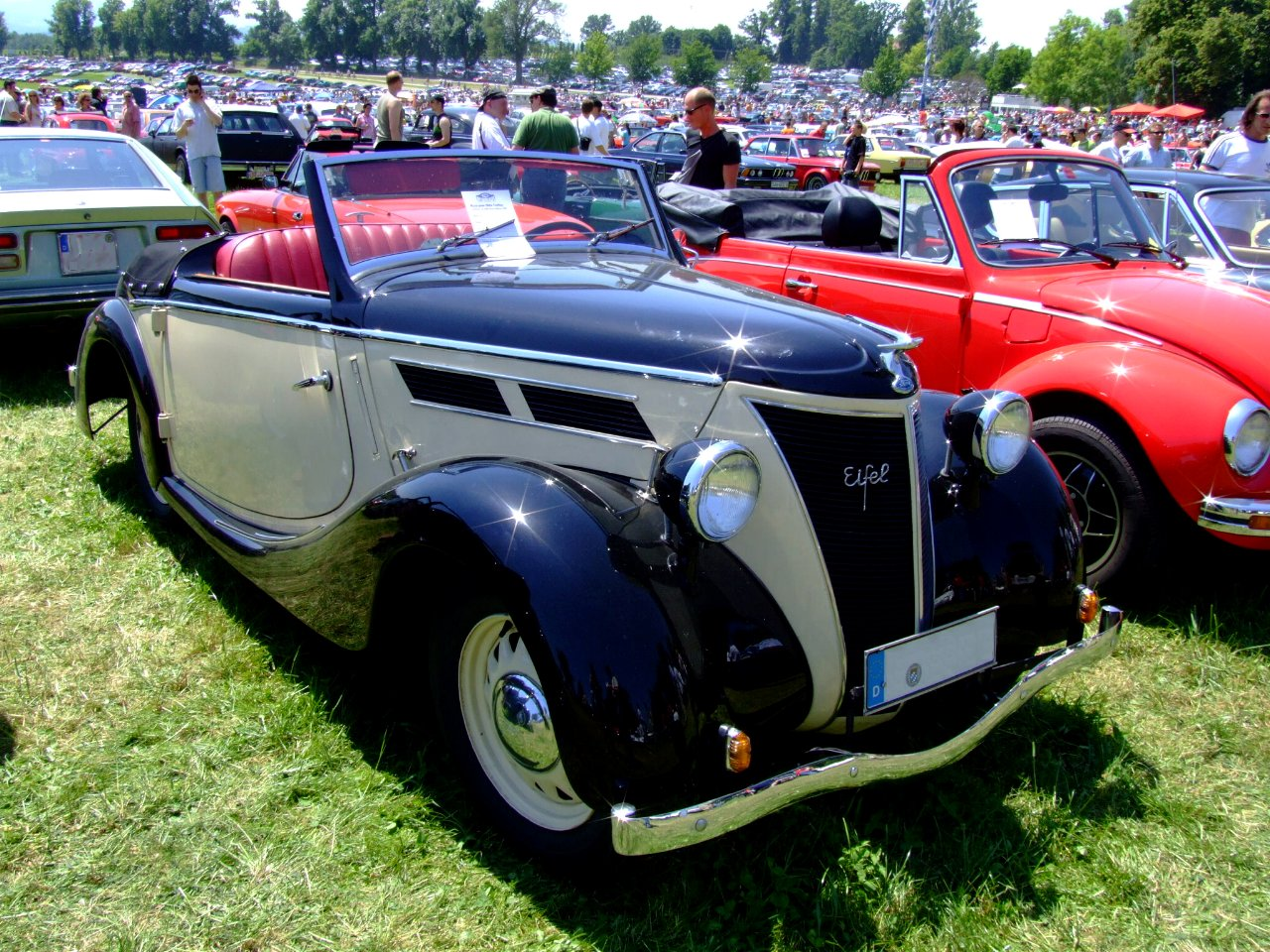
Ford Eifel Roadster.

La voiture était proposée avec de nombreux types de carrosserie différents, y compris une berline deux portes, une berline à toit souple deux portes, un cabriolet deux et quatre places, un roadster biplace et un pick-up léger. Les carrosseries en acier traditionnelles des "limousines" (berlines) ont été achetées à l'usine Ambi-Budd de Berlin, tandis que les "cabrio-limousines" (berlines/berlines à toit souple) ont été construites par les carrossiers Drauz de Heilbronn. Plusieurs autres carrossiers tels que les carrossiers Gläser de Dresde ont fourni les carrosseries moins traditionnelles.

## Moteur et transmission
Le moteur était un quatre cylindres à quatre temps et à soupapes latérales de 1 172 cm3, donnant une puissance maximale revendiquée de 34 ch (25 kW) à 4 250 tr/min. La boîte de vitesses manuelle à trois vitesses comportait une synchronisation sur les deux rapports supérieurs.

## Commercialisation
En Allemagne, 61 495 Ford Eifel ont été produites, représentant plus de la moitié de la production de l'usine de l'entreprise de Cologne entre la production de la première voiture de l'usine en 1933 et l'arrêt de la fabrication de voitures particulières en 1942, après le déclenchement, en 1939, d'une guerre européenne généralisée. En grande partie en raison de la popularité de cette voiture, Ford Allemagne est passée de la huitième place en termes de ventes de voitures particulières allemandes en 1933 à la quatrième place en 1938, dépassant ainsi Adler, Hanomag, Wanderer et BMW.
En Allemagne, la popularité de la voiture a augmenté après un petit lifting en 1937, qui a coïncidé avec une extension de la variété des styles de carrosserie proposés et qui a un peu visuellement éloigné le look de la voiture de ses origines britanniques, remplaçant les roues à rayons de la voiture précédente par des roues en acier modernes et appliquant une calandre avant enveloppante et accrocheuse, qui devenait une caractéristique des Ford allemandes à la fin des années 1930.